# Koukkoúlia
Koukkoúlia är en ort i Grekland.   Den ligger i prefekturen Nomós Ártas och regionen Epirus, i den centrala delen av landet, 280 km nordväst om huvudstaden Aten. Koukkoúlia ligger 686 meter över havet och antalet invånare är 244.
Terrängen runt Koukkoúlia är bergig söderut, men norrut är den kuperad. Runt Koukkoúlia är det glesbefolkat, med 14 invånare per kvadratkilometer. Närmaste större samhälle är Ágios Dimítrios, 5,0 km sydost om Koukkoúlia. I omgivningarna runt Koukkoúlia växer i huvudsak blandskog.